# Gralewo (województwo lubuskie)
Gralewo (niem. Gralow) – wieś w Polsce położona w województwie lubuskim, w powiecie gorzowskim, w gminie Santok.
W latach 1975–1998 miejscowość administracyjnie należała do województwa gorzowskiego.
Gralewo znane jest ze średniowiecznego ołtarza w miejscowym kościele.

## Zabytki
Do wojewódzkiego rejestru zabytków wpisane są:
- kościół ewangelicki, obecnie rzym.-kat. par. pw. Podwyższenia Krzyża, szachulcowy, 1708 r. - XVIII wieku
- zespół dworski, z XVIII/XIX w.:
  - dwór, nie istnieje
  - spichlerz, szachulcowy
  - stodoła, szachulcowa